# Pöggstall (Herrschaft)

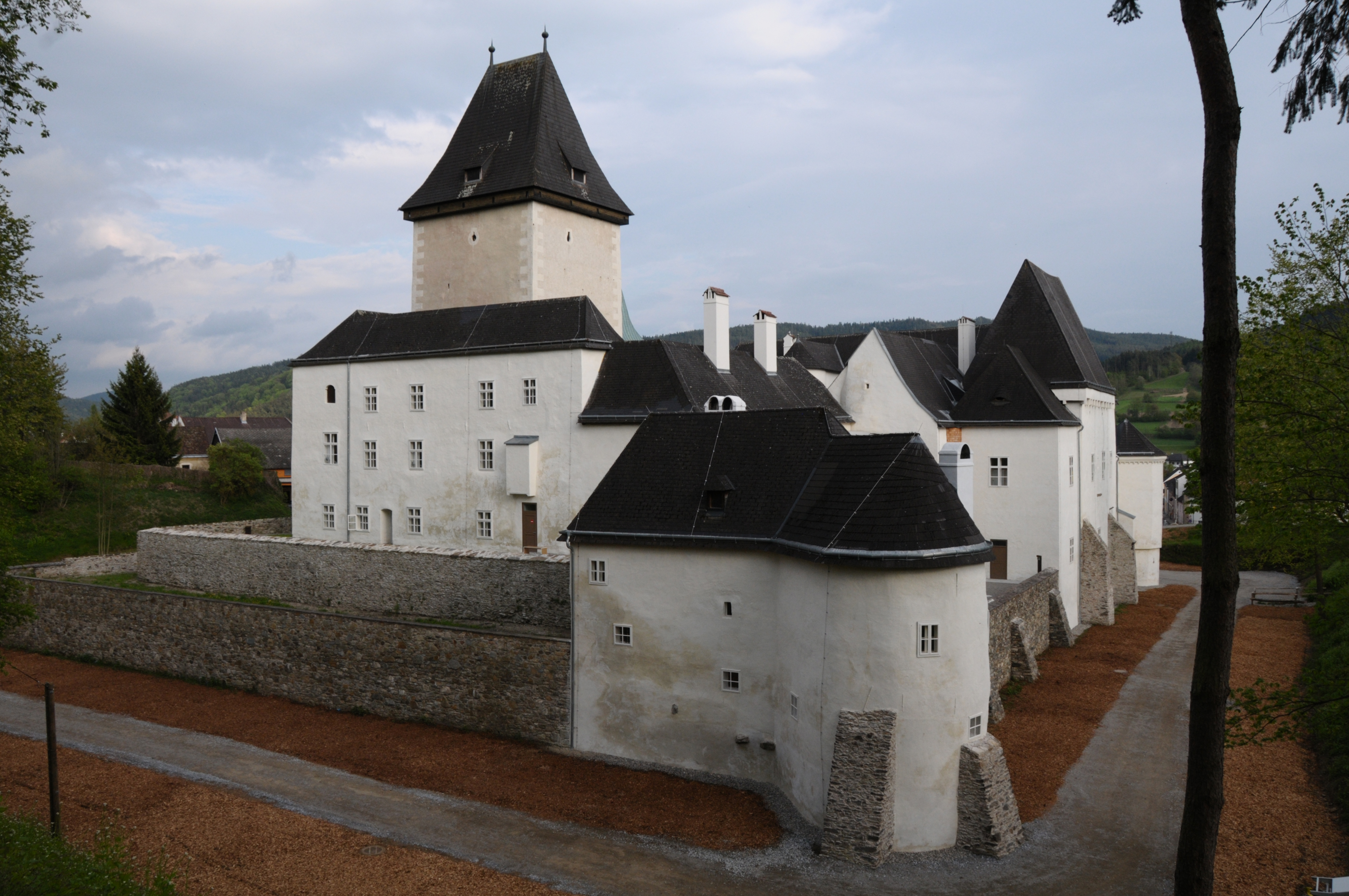
Schloss Pöggstall

Die Herrschaft Pöggstall war eine Grundherrschaft im Viertel ober dem Manhartsberg im Erzherzogtum Österreich unter der Enns, dem heutigen Niederösterreich.

## Ausdehnung
Die Herrschaft, der auch die Herrschaften Oberranna, Mollenburg und die Gülte Himberg, Habruck und Streitwiesen angehörten, umfasste zuletzt die Ortsobrigkeit über Pöggstall, Würnsdorf, Streitwiesen, Rafles, Gerersdorf, Loibersdorf, Laimbach, Zöbring, Ditsam, Krempesbach, Pömerstall, Laas, Troibetsberg, Klebing, Weißpyhra, Wachtberg, Laufenegg, Muckendorf, Oed, Straßreith, Zeining, Povat, Oberranna, Mannersdorf, Lehsdorf, Neudorf, Pölla, Feistritz, Gschwendt, Himberg, Neusiedl, Schoberhof, Wolfenreith, Habruck, Weiten, Eibetsberg, Nasting, Mollendorf, Jasenegg, Krumling, Tottendorf, Amstall, Oetz, Niederranna und Mühldorf. Der Sitz der Verwaltung befand sich im Schloss Pöggstall.

## Geschichte
Der letzte Inhaber der Allodialherrschaft war Kaiser Ferdinand I.  Nach den Reformen 1848/1849 wurde die Herrschaft aufgelöst.